# 황주 황씨
황주 황씨(黃州黃氏)는 황해북도 황주군을 본관으로 하는 한국의 성씨이다.

## 역사
시조 황주량(黃周亮)이 1004년(고려 목종 7) 과거에 장원급제하여 시어사(侍御史)·어사중승(御史中丞)·호부상서 등을 거쳐 1034년(덕종 3) 정당문학(政堂文學)에 임명되고, 참지정사(參知政事)·문하시랑평장(門下侍郎平章事)를 역임하였다. 1043년(정종 9) 추충진절문덕광국공신(推忠盡節文德匡國功臣)으로 특진, 수태보 겸문하시중 판상서이부사에 올랐다. 한림원과 사관(史館)의 요직을 역임하며 세 차례나 지공거(知貢擧)를 맡기도 하였고, 『칠대실록(七代實錄)』을 편찬하였다. 사후 정종묘정(靖宗廟庭)에 배향되었으며, 시호는 경문(景文)이다.
중시조 황응성(黃應星)이 조선시대 부사(府使)를 역임하였다.

## 본관
황주(黃州)는 황해북도 북부 중앙에 위치하는 황주군 일대의 지명이다. 고구려 때는 동홀(冬忽) 또는 동어홀(冬於忽)이라 불렸고, 757년(신라 경덕왕 16)에 취성군(取城郡)으로 개칭되었다. 고려 건국 전 태봉 무렵에 황주(黃州)로 바꾸었고, 983년(성종 2) 황주목이 되었고, 993년(성종 12)에는 절도사(節度使)를 두었으며 천덕군(天德郡)이라 부르며 관내도(關內道) 관할로 두었다. 1012년(현종 3) 안무사(安撫使)를 두었다가 다시 목으로 개편하여 서해도(西海道)에 예속하였고, 1217년(고종 4)에 지고령군(知固寧郡)으로 강등되었다. 1269년(원종 10) 원(元)나라의 동녕부(東寧府)에 속하였고, 1290년(충렬왕 6) 서북면으로 관을 옮겼으며 1356년(공민왕 5)에 다시 황주목(黃州牧)으로 환원되면서 서해도에 이관되었다. 조선 세조 때에 진(鎭)을 두어 2도호부, 6군, 5현 등을 관할하였다. 1895년(고종 32) 지방제도 개정으로 평양부 황주군이 되었다가, 1896년 황해도 황주군으로 개편되었다.

## 인물
- 황윤후(黃胤後, 1587년 ~ 1648년) : 1613년(광해군 5) 생원·진사 양시에 합격, 1625년(인조 3) 순릉참봉(順陵參奉)에 천거되고, 이 해 별시문과에 병과로 급제하였다. 1628년 전적을 거쳐, 예조좌랑·황해도사·공조정랑·호조정랑·순천군수 등을 지낸 뒤 세자시강원과 사헌부의 벼슬을 역임하였다. 1636년 병자호란 때에는 구성부사로서 부원수의 종사관(從事官)이 되어 철옹성(鐵甕城)의 방어에 힘썼으며, 뒤에 의주부윤에 올랐으며, 동부승지의 내명을 받았다.
- 황민후(黃敏厚, 1681년 ~ 1738년) : 조선 영조 때 홍원현감(洪原縣監)

## 과거 급제자
황주 황씨는 조선시대 문과 급제자 7명, 무과 급제자 3명, 사마시 24명을 배출하였다.
문과
황기홍(黃起鴻) 황대인(黃戴仁) 황립(黃岦) 황민후(黃敏厚) 황윤후(黃胤後)
황응성(黃應聖) 황진(黃瑨)
무과
황덕세(黃德世) 황이남(黃以南) 황하수(黃河水)
생원시
황기하(黃基河) 황기하(黃基河) 황명래(黃命來) 황민후(黃敏厚) 황석구(黃石耉)
황선익(黃善翼) 황윤후(黃胤後) 황응성(黃應聖) 황정제(黃庭齊) 황정주(黃庭周)
황진(黃㬐) 황치연(黃致淵) 황치원(黃致源) 황필진(黃必鎭)
진사시
황대영(黃大永) 황대요(黃戴堯) 황세문(黃世文) 황염조(黃念祖) 황윤선(黃胤先)
황윤후(黃胤後) 황장(黃嶈) 황철(黃) 황한경(黃漢瓊) 황헌(黃巚)
음관
황기홍(黃起鴻)

## 같이 보기
- 제안 황씨